# Jean de Maillard
Pour les articles homonymes, voir Maillard.
Jean de Maillard (né le 15 août 1951 à Saint-Germain-en-Laye) est un magistrat français.

## Biographie
Après avoir été inspecteur du travail, il est entré dans la magistrature le 21 décembre 1983.
Il est vice-président au tribunal de grande instance de Paris depuis janvier 2011. Depuis le début des années 1990 ses travaux de recherche portent sur les effets de la mondialisation sur la formation du lien social, notamment à travers l'étude des formes criminelles. Il travaille plus particulièrement sur les "nouvelles menaces", la criminalité organisée et la criminalité financière et les politiques de sécurité. Il enseigne à Sciences po Paris, dans le cadre du Master "Sécurité internationale" de l'École des Affaires internationales de Paris (Paris School of International Affairs), thématique "Renseignement/Intelligence". Son cours, coanimé avec Olivier Chopin, s'intitule "Contrôle, surveillance, sécurité face aux nouvelles menaces".  
Il a reçu le Grand Prix Moron (philosophie) de l'Académie française en 1995 pour son livre "Crimes et lois". Son ouvrage, "Un monde sans loi. La criminalité financière en images" fait référence en matière de blanchiment de l'argent sale. Il est membre de l'Observatoire géopolitique des criminalités (OGC) et contributeur au site Rue89.

## Œuvres
- Les beaux jours du crime. Vers une société criminelle ?, 1992, Plon avec Serge Garde.
- Crimes et lois, 1994, Flammarion, coll. « Dominos »
- L'avenir du crime, 1997, Flammarion
- La responsabilité juridique, 1999, Flammarion, coll. « Dominos », avec Camille de Maillard
- Un monde sans loi. La criminalité financière en images., 1999, Éditions Stock,  (ISBN 2-234-04827-3)
- Le Rapport censuré. Critique non autorisée d'un monde déréglé (avec la collaboration de Jean-Christophe Veyrier), 2004, Flammarion.
- L'arnaque : la finance au-dessus des lois et des règles , 2010, Gallimard  (ISBN 9782070120185)
- La fabrique du temps nouveau : entretiens sur la civilisation néolibérale, 2011, Temps présent, avec Karim Mahmoud-Vintam
- L'économie trafiquante, paradigme de la mondialisation, Politique, revue de débats, Bruxelles, no 42, décembre 2005.
- Terrorisme et autres menaces: faire face à la complexité en situation d'incertitude, Revue française de criminologie et de droit pénal, vol. 6, avril 2016.